# Анкрах, Рой
Рой Анкрах (англ. Roy Ankrah; 25 декабря 1921 — 28 мая 1995) — ганский боксёр, выступавший в полулёгкой весовой категории. Чемпион стран Содружества в полулёгком весе (1951—1954).

## Карьера
Рой Анкрах дебютировал на профессиональном ринге 8 февраля 1950 победив судейским решением Джорджа Ламонта. 30 апреля 1951 года победил Ронни Клейтона и выиграл титул чемпиона стран Содружества (Британской империи) в полулёгком. 25 февраля 1952 года вновь встретился с Клейтоном и победил его. 2 октября 1954 года проиграл титул чемпиона стран Содружества британцу Билли Спайдер Келли. 6 июня 1959 года провёл свой последний бой на профессиональном ринге победив судейским решением Рэя Аквея.
Всего за свою профессиональную карьеру провел 44 поединка, в 34 одержал победу (14 досрочно), 7 боев проиграл (1 досрочно) и 3 были признаны несостоявшимися.
Рой Анкрах скончался 28 мая 1995 года.